# VTB United League
VTB United League je regionalna košarkaška liga na području istočne Europe. 
 U prvoj sezoni igrali su klubovi iz Rusije, Estonije, Latvije, Litve i Ukrajine. U sezoni 2010./11., pridružili su se klubovi iz Finske, Poljske i Bjelorusije te u sezoni 2011./12., pridružili su se klubovi iz Češke i Kazahstana. U sezoni 2012./13, nastupilo je 20 momčadi koje su bile podijeljene u dvije grupe te se po prvi put igralo na tri dobivene utakmice umjesto final foura. 
 Od sezone 2013./14. VTB liga je postala i ruska nacionalna liga, zamijenivši dotadašnju PBL, uzimjaući u obzir plasmane samo ruskih klubova. 
 Od sezone 2014./15. u ligi sudjeluje 16 klubova, a liga se igra kao jedinstvena liga (30 kola) s doigravanjem osam najboljih momčadi. 
 U szoni 2015./16. ligi se prilkjučila i momčad iz Gruzije.

## Dosadašnji pobjednici
- 2008./09. -  CSKA Moskva
- 2009./10. -  CSKA Moskva
- 2010./11. -  Himki
- 2011./12. -  CSKA Moskva
- 2012./13. -  CSKA Moskva
- 2013./14. -  CSKA Moskva
- 2014./15. -  CSKA Moskva
- 2015./16. -  CSKA Moskva
- 2016./17. -  CSKA Moskva
- 2017./18. -  CSKA Moskva
- 2018./19. -  CSKA Moskva
- 2020./21. -  CSKA Moskva

## Sudionici

### Sudionici 2021./22.
- UNIKS, Kazanj  ↓2
- Lokomotiv Kuban, Krasnodar
- Enisej, Krasnojarsk
- CSKA, Moskva
- Nižnji Novgorod, Nižnji Novgorod
- Parma - Perm
- Zenit, Sankt Peterburg  ↓3
- Avtodor, Saratov
- Cmoki, Minsk  ↓6
- Astana, Astana

### Bivši sudionici
| - ČEZ, Nymburk - Honka, Espoo - Torpan Pojat, Helsinki - Bisons, Loimaa - Vita, Tbilisi - ASK Riga - Žalgiris, Kaunas - Neptūnas, Klaipėda - Šiauliai, Šiauliai - Lietuvos Rytas, Vilnius - Asseco, Gdynia ↓7 | - Włocławek, Włocławek ↓8 - Turów, Zgorzelec ↓4 - Dinamo, Moskva - Krasnye Krylia, Samara - Spartak, Sankt Peterburg - Krasny Oktyabr. Volgograd - Dnipro, Dnjipro - Donec'k, Donjeck - Budivel'nik, Kijev - Kijiv, Kijev - Azovmaš, Mariupolj |

↑1  Kalev iz Tallinna također nastupa kao Kalev/Cramo 

↑2  UNIKS Kazanj također nastupa i kao UNICS 

↑3  Zenit iz Sankt Peterburga prethodno nastupao u Ljuberciju kao Triumf, 2014. klub preseljen u Sankt Peterburg 

↑4  Turów Zgorzelec nastupao i kao PGE Turów 

↑5  Himki nastupa i kao Himki Moskovskaja oblast, odnosno Khimki Moscow Region 

↑6  Cmoki Minsk nastupao i kao Minsk-2006 

↑7  Asseco Gdynia nastupao i kao Asseco Prokom Gdyniai Prokom Sopot (klub prethodno igrao u Sopotu) 

↑8  Włocławek nastupao kao Anvil Włocławek

## Poveznice
- Službene stranice  Arhivirana inačica izvorne stranice od 17. srpnja 2012. (Wayback Machine)
- Baltička košarkaška liga
- Sjeverno europska košarkaška liga (NEBL)
- Ruska profesionalna košarkaška liga
- Prvenstvo SSSR-a u košarci